# 塞日克·沙普肯諾夫
塞日克·江布爾吾勒·沙普肯諾夫（拉丁字母：Serik Jambyluly Shapkenov；1979年7月29日－），簡稱塞日克·沙普肯諾夫，是一位哈薩克斯坦政治人物。他曾經在2020年6月至翌年1月期間出任該國勞動和社會保障部副部長，並自2021年1月18日起晉升為部長。

## 早年生活和教育
沙普肯諾夫於1979年7月29日在蘇聯哈薩克蘇維埃社會主義共和國烏拉爾斯克州（現哈薩克斯坦西哈薩克斯坦州）卡拉托別區卡拉托別出生，大學時期於西哈薩克斯坦大學修讀經濟與數學系並在2000年順利畢業。

## 仕途
沙普肯諾夫於2000年擔任西哈薩克斯坦大學講師一職，翌年轉任西哈薩克斯坦州環境保護基金和自然管理局首席專家，隨後又在2002年成為該州財政局首席專家。2006年，他先後出任西哈州經濟與預算規劃局某處處長以及農業局副局長，翌年改任經濟與預算規劃局副局長，並於2009年9月晉升為局長。2012年1月，沙氏擔任西哈薩克斯坦州副州長，七個月後升任至第一副州長。
2015年1月，沙普肯諾夫獲調往首都阿斯塔納（現努爾蘇丹）出任哈薩克斯坦總統辦公廳國家監管和區域組織辦公室國家監察員，一年半後再被調往阿特勞州擔任州府阿特勞市市長，接著又在2018年6月轉任阿特勞州第一副州長。2020年6月，他獲調回首都出任中央政府勞動和社會保障部副部長，任內曾於由哈薩克斯坦總理阿斯卡爾·馬明主持的政府會議上闡述2019冠狀病毒病疫情對該國勞動市場之影響以及其舒緩措施。
2021年1月18日，哈薩克斯坦第二任總統卡西姆若馬爾特·托卡耶夫簽署第494號總統令，任命沙普肯諾夫為勞動和社會保障部部長。後來托卡耶夫總統在同年4月14日接見沙普肯諾夫，聽取沙氏的工作匯報以及向其下達一系列具體任務。